# パキポドール
パキポドール（pachypodol）は、有機化合物の一種であるO-メチル化フラボノールの一つである。バンレイシ科のPachypodanthium confineから1973年に単離された。ハイソウコウ Agastache folium、カワミドリ Agastache rugosaの葉からも単離される。